# Liste der denkmalgeschützten Objekte in Pilgersdorf
Die Liste der denkmalgeschützten Objekte in Pilgersdorf enthält die 15 denkmalgeschützten, unbeweglichen Objekte der Gemeinde Pilgersdorf.

## Denkmäler
| Foto |                 | Denkmal                                                                 | Standort                                             | Beschreibung | Metadaten |
| ---- | --------------- | ----------------------------------------------------------------------- | ---------------------------------------------------- | --- | --- |
| ja   | Datei hochladen | Kath. Pfarrkirche hl. Florian HERIS-ID: 47103 Objekt-ID: 49663          | Dorfstraße 30 Standort KG: Bubendorf                 | Die klassizistische Kirche mit ostseitigem Fassadenturm wurde 1809 bis 1813 erbaut. Der Hochaltar stammt aus der 1. Hälfte des 19. Jahrhunderts. | BDA-Hist.: Q38025594 Status: § 2a Stand der BDA-Liste: 2025-06-30 Name: Kath. Pfarrkirche hl. Florian GstNr.: 1496 Filialkirche Bubendorf im Burgenland                |
| ja   | Datei hochladen | Kapelle hl. Johannes Nepomuk HERIS-ID: 71660 Objekt-ID: 84854           | neben Brunnwiese 1 Standort KG: Bubendorf            | Die Kapelle mit einer einfachen Figur des Heiligen stammt aus der 1. Hälfte des 19. Jahrhunderts. | BDA-Hist.: Q38128163 Status: § 2a Stand der BDA-Liste: 2025-06-30 Name: Kapelle hl. Johannes Nepomuk GstNr.: 1478/6                                                    |
| ja   | Datei hochladen | Kath. Filialkirche Hl. Dreifaltigkeit HERIS-ID: 47106 Objekt-ID: 49675  | Angerweg 1 Standort KG: Deutsch Gerisdorf            | | BDA-Hist.: Q38025604 Status: § 2a Stand der BDA-Liste: 2025-06-30 Name: Kath. Filialkirche Hl. Dreifaltigkeit GstNr.: 75/1 Filialkirche Deutsch Gerisdorf              |
| ja   | Datei hochladen | Kath. Pfarrkirche hl. Oswald HERIS-ID: 47197 Objekt-ID: 49885           | Kogl 41 Standort KG: Kogl                            | Der nach klassizistischem Schema errichtete Bau mit Ostturm entstand 1836 und wurde seither zweimal restauriert. | BDA-Hist.: Q20754108 Status: § 2a Stand der BDA-Liste: 2025-06-30 Name: Kath. Pfarrkirche hl. Oswald GstNr.: 1 Saint Oswald of Northumbria Church (Kogl im Burgenland) |
| ja   | Datei hochladen | Kath. Filialkirche hl. Ulrich HERIS-ID: 47208 Objekt-ID: 49912          | Dorfplatz 1 Standort KG: Lebenbrunn                  | Nach der Demolierung des Vorgängerbaus wurde die einfache Kirche mit halbrund geschlossenem Chor und Westturm in den Jahren 1861 und 1862 errichtet. | BDA-Hist.: Q38025980 Status: § 2a Stand der BDA-Liste: 2025-06-30 Name: Kath. Filialkirche hl. Ulrich GstNr.: 830 Filialkirche Lebenbrunn                              |
| ja   | Datei hochladen | Figurenbildstock, Sebastianssäule HERIS-ID: 57313 Objekt-ID: 67250      | Standort KG: Lebenbrunn                              | Die Sebastianssäule vor der Kirche trägt eine Inschrift aus dem Jahr 1735. | BDA-Hist.: Q38075903 Status: § 2a Stand der BDA-Liste: 2025-06-30 Name: Figurenbildstock, Sebastianssäule GstNr.: 831/1 Sebastianssäule Lebenbrunn                     |
| ja   | Datei hochladen | Figurenbildstock, Ägidisäule HERIS-ID: 57291 Objekt-ID: 67227           | Ägydiplatz Standort KG: Pilgersdorf                  | Die Ägidisäule wurde im 18. Jahrhundert errichtet. Eine Restaurierung und Neuaufstellung erfolgte 1972. | BDA-Hist.: Q38075663 Status: § 2a Stand der BDA-Liste: 2025-06-30 Name: Figurenbildstock, Ägidisäule GstNr.: 3059/2                                                    |
| ja   | Datei hochladen | Kirchenruine HERIS-ID: 57304 Objekt-ID: 67240                           | Hohe Gasse 6 Standort KG: Pilgersdorf                | Mauerreste zweier Kirchen aus dem 10. und 13. Jahrhundert. Die Ältere ist wahrscheinlich die 844 erwähnte Kirche Brunnaron an der Zöbern, die im 10. Jahrhundert von den Magyaren zerstört wurde. Um das Jahr 1200 wurde an gleicher Stelle eine größere romanische Kirche errichtet, die 1289 während der Güssinger Fehde abbrannte. Später wurde hier ein evangelischer Friedhof angelegt und um 1750 ein Schulgebäude darüber errichtet. Erst 1975 bei der Abtragung dieses Gebäudes stieß man auf die Mauerreste. | BDA-Hist.: Q38075814 Status: § 2a Stand der BDA-Liste: 2025-06-30 Name: Kirchenruine GstNr.: 20/1, 20/2                                                                |
| ja   | Datei hochladen | Kapelle hl. Johannes Nepomuk HERIS-ID: 71645 Objekt-ID: 84838           | gegenüber Günserstraße 1 Standort KG: Pilgersdorf    | | BDA-Hist.: Q38128122 Status: § 2a Stand der BDA-Liste: 2025-06-30 Name: Kapelle hl. Johannes Nepomuk GstNr.: 3059/1                                                    |
| ja   | Datei hochladen | Bildstock HERIS-ID: 57292 Objekt-ID: 67228                              | vor Kirchschlager Straße 24 Standort KG: Pilgersdorf | | BDA-Hist.: Q38075674 Status: § 2a Stand der BDA-Liste: 2025-06-30 Name: Bildstock GstNr.: 3066/4                                                                       |
| ja   | Datei hochladen | Wohnhaus, ehem. Gemeindeamt HERIS-ID: 71122 Objekt-ID: 84274            | Kirchschlager Straße 26 Standort KG: Pilgersdorf     | Anmerkung: Das Objekt wurde 2011 abgetragen | BDA-Hist.: Q38126688 Status: § 2a Stand der BDA-Liste: 2025-06-30 Name: Wohnhaus, ehem. Gemeindeamt GstNr.: 174/1                                                      |
| ja   | Datei hochladen | Pfarrhof HERIS-ID: 71643 Objekt-ID: 84836                               | Pfarrplatz 1 Standort KG: Pilgersdorf                | | BDA-Hist.: Q38128109 Status: § 2a Stand der BDA-Liste: 2025-06-30 Name: Pfarrhof GstNr.: 16/1                                                                          |
| ja   | Datei hochladen | Kath. Pfarrkirche, hl. Ägidius HERIS-ID: 33219 Objekt-ID: 30581         | Pfarrplatz 1 Standort KG: Pilgersdorf                | Im Kern mittelalterlicher Bau, der mehrmals erweitert wurde, zuletzt 1970 bis 1973. | BDA-Hist.: Q15124709 Status: Bescheid Stand der BDA-Liste: 2025-06-30 Name: Kath. Pfarrkirche, hl. Ägidius GstNr.: 2989 Pfarrkirche Pilgersdorf                        |
| ja   | Datei hochladen | Kath. Filialkirche Christi Himmelfahrt HERIS-ID: 47296 Objekt-ID: 50156 | oberhalb Salmannsdorf 26 Standort KG: Salmannsdorf   | Der einfache Bau mit Westturm steht in erhöhter Lage über dem Ort und wurde laut Inschrift 1875 erbaut. | BDA-Hist.: Q38026264 Status: § 2a Stand der BDA-Liste: 2025-06-30 Name: Kath. Filialkirche Christi Himmelfahrt GstNr.: 1834 Filialkirche Salmannsdorf                  |
| ja   | Datei hochladen | Kath. Filialkirche hl. Antonius HERIS-ID: 47308 Objekt-ID: 50204        | Berggasse 2 Standort KG: Steinbach                   | Über dem Eingangsportal ist das Baujahr 1896 vermerkt. | BDA-Hist.: Q38026304 Status: § 2a Stand der BDA-Liste: 2025-06-30 Name: Kath. Filialkirche hl. Antonius GstNr.: 363                                                    |